# Journal de Charleroi
Journal de Charleroi est un journal quotidien belge francophone qui a paru de 1838 à 1997.

## Histoire

### De la création à la Seconde Guerre mondiale

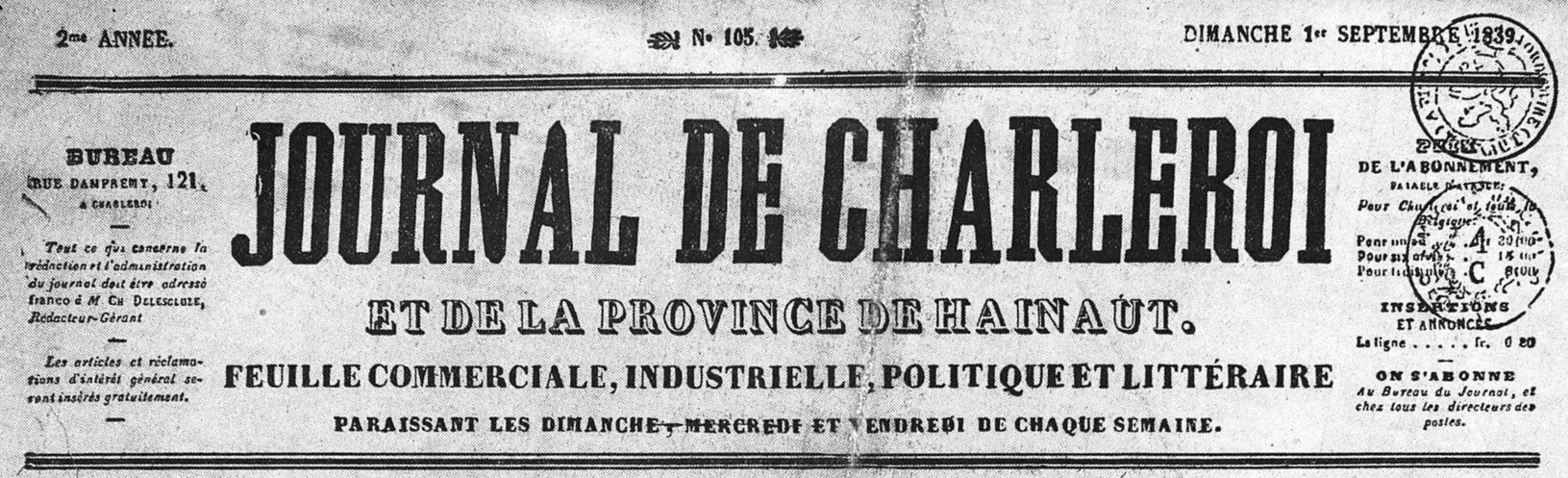
Manchette du Journal de Charleroi et de la province de Hainaut du dimanche 1er septembre 1839.

Le journal est fondé le 1er juillet 1838 sous le double nom de « Journal de Charleroi et de la Province du Hainaut », avec une parution hebdomadaire. Sans coloration politique bien définie, il est alors dirigé par Habart, avocat. Charles Delescluze, journaliste français réfugié en Belgique en 1836 pour complot républicain, collabore à la rédaction. Il y défend les institutions libérales et laïques et la jeune Université libre de Bruxelles. Mais le nombre d'abonnés est trop faible et la publication disparaît en 1845. Elle est reprise par Alphonse Deghistelles, imprimeur à Charleroi. Le journal est rédigé jusqu'en 1848 par Alphonse Hellin qui, de libéral, passe à la défense des thèses catholiques.
En 1852 ou en 1856, le journal devient la propriété d'un immigré français, Louis-Xavier Bufquin des Essarts qui y travaillait depuis 1848. En 1857, celui-ci installe l'imprimerie d'abord et les bureaux ensuite au numéro 12 de la rue du Collège. Le journal se tient alors à l'écart du débat politique. Le nombre de lecteurs croît, ainsi que les annonces publicitaires et, en 1858, le Journal de Charleroi devient quotidien. Le nouveau rédacteur en chef, Émile Stainier, rend au journal ses couleurs libérales. Le 7 octobre 1870, Arthur Rimbaud, qui rêve d'être journaliste, tente sans succès de se faire engager comme rédacteur.
En 1880, Jules Bufquin des Essarts succède à son père défunt, et son frère Gustave devient directeur du journal.
À la suite de la répression sanglante lors de la grève belge de 1886, le journal affiche des tendances libérales progressistes. En 1890, il passe au socialisme. Jules Bufquin des Essarts est élu sénateur socialiste en 1894.
En 1895, le journal adopte la devise « Vers la vérité par la science, vers la liberté par le droit, à l’égalité par la justice, à l’harmonie sociale par la fraternité » qui se trouvera inscrit au frontispice. Cette devise est celle de la Fédération rationaliste de Charleroi, dont Jules Bufquin des Essarts était devenu président en 1882. Pour des Essarts, le socialisme est l'application pratique du rationalisme et ses collaborateurs ont les mêmes aspirations. Il y a parmi eux César De Paepe, Albert Delwarte et Isabelle Gatti de Gamond.
En 1902, la société éditrice, détenue par la famille Bufquin des Essarts, prend le nom de « Société Anonyme de la presse démocrate et socialiste de Charleroi »,.
Le journal devient progressivement le porte-parole de la Fédération de Charleroi du Parti ouvrier belge. C'est donc évidemment dans celui-ci que, le 24 août 1912, Jules Destrée publie sa lettre ouverte au roi Albert sur la séparation de la Wallonie et de la Flandre.
En 1930, c'est Marius Bufquin des Essarts (nl) qui devient le rédacteur en chef tandis que son frère Marcel assume les fonctions directoriales.

### Seconde Guerre mondiale
Quand la guerre éclate, Marius Bufquin des Essarts confie les installations du journal au linotypiste Alexandre Scouperman avant de se réfugier en France,. Scouperman est contacté par Joseph Spilette, ancien rédacteur, et avec Marcel Delalou, ancien rédacteur de la Gazette de Charleroi, et deux imprimeurs, Lisare et Verscheuren, ils décident de la reparution du journal. Le premier numéro sort le 6 juin 1940,. Au total, quatorze personnes collaborent régulièrement au Journal,. Une nouvelle société, « Société coopérative de gestion », est créée le 1er juillet 1940.
Les ordonnances des autorités allemandes d'occupation soumettent les publications à la censure préalable de la Propaganda-Abteilung. Et si les Allemands reconnaissent des titres d'avant-guerre, ils en limitent le nombre. Onze quotidiens de langue française seront autorisés à paraître en 1940. À Charleroi, outre le Journal de Charleroi, la Gazette de Charleroi recevra l'autorisation de publication. Même si ce dernier obtient difficilement celle-ci, vu l'existence du Journal.
À son retour d'exode, Marius Bufquin des Essarts se trouve devant le fait accompli. Il négocie et obtient pour la famille des Essarts un loyer trimestriel de 122 000 francs et, pour la société éditrice, une indemnité pour l'utilisation des matières premières,,.
Convaincu de fraude, Scouperman sera remplacé par Verscheuren à la direction au début 1942. Delalou sera évincé en 1943 par Spilette, averti par la Propaganda-Abteilung que Delalou intriguait pour le remplacer,.
Avec les éditions régionales lancées en novembre 1940, Mons-Tournai — qui est scindé en deux éditions, Le Journal de Tournai et Le Journal du Borinage, en juin 1942 — et Le Journal du Centre, le tirage global quotidien est estimé entre 20 et 30 mille exemplaires. C'est un exemple probablement unique d'un journal plus lu sous l'Occupation que précédemment. Le Journal profitait du fait qu'il n'avait à Charleroi que la concurrence de la Gazette de Charleroi, Le Rappel et Le Pays wallon n'étant plus publiés.
Le Journal de Charleroi conserve des intérêts pour les questions sociales. Sans être proche de l'Union des travailleurs manuels et intellectuels, il défend, comme Henri de Man, un relèvement général des salaires, attitude qui ne plaît pas à la Propaganda-Abteilung.
Plusieurs rédacteurs étant membres des Amis du Grand Reich Allemand (AGRA), rivale de Rex, ce dernier n'obtient que peu d'intérêt de la part du journal avant le rapprochement des deux formations en 1943. Ensuite, selon un rapport de juin 1944 de la SIPO-SD, il est le quotidien le plus rexiste après Le Pays réel. Et sauf l'incident mentionné plus haut, la Propaganda-Abteilung était manifestement satisfaite par l'attitude du Journal.
Après la guerre, les usurpateurs du Journal de Charleroi seront condamnés pour collaboration. Mais dans les années 1960, une thèse universitaire démontrera que le journal n'avait pas été volé, mais loué à ses propriétaires.

### Après la guerre
Le journal fusionne avec L'Indépendance en 1966 pour former le Journal et Indépendance. Le Peuple est racheté le 1er janvier 1980. En 1997, le magazine est racheté par le Groupe Rossel avec les deux autres journaux socialistes, à savoir La Wallonie et Le Peuple. Ces trois magazines fusionnent en 1998 pour former Le Matin.

## Tirage
En 1919, le Journal de Charleroi avait un tirage de 60 000 exemplaires.